# Kimi to Boku no Saigo no Senjō, Aruiwa Sekai ga Hajimaru Seisen
Kimi to Boku no Saigo no Senjō, Aruiwa Sekai ga Hajimaru Seisen (Nhật: キミと僕の最後の戦場、あるいは世界が始まる聖戦 dịch: Cuộc thập tự chinh cuối cùng của chúng ta hoặc Sự trỗi dậy của một thế giới mới), hay ngắn gọn là KimiSen (キミ戦), là một bộ light novel của Nhật Bản, được viết bởi Kei Sazane và vẽ minh họa bởi Ao Nekonabe. Fujimi Shobo, thuộc Tập đoàn Kadokawa, đã xuất bản 16 tập light novel và ba tập truyện ngắn kể từ tháng 5 năm 2017 dưới ấn hiệu Fujimi Fantasia Bunko. Phiên bản chuyển thể manga, do Okama vẽ minh họa, đã được đăng dài kỳ trên tạp chí Young Animal của Hakusensha từ tháng 5 năm 2018 đến tháng 3 năm 2021. Cả phiên bản light novel và manga đều được Yen Press cấp phép tại khu vực Bắc Mỹ. Phiên bản chuyển thể anime của Silver Link được phát sóng từ tháng 10 đến tháng 12 năm 2020. Phần thứ hai do Silver Link và Studio Palette sản xuất được phát sóng từ tháng 7 năm 2024 đến tháng 6 năm 2025.

## Nội dung
Trong nhiều năm, một cuộc chiến tưởng chừng kéo dài bất tận đã diễn ra giữa Đế chế — một quốc gia tiên tiến về công nghệ — và Nhà nước Nebulis, vùng đất của những phù thủy sử dụng ma pháp hùng mạnh. Ở thời điểm hiện tại, một kiếm sĩ bậc thầy của Đế chế tên là Iska và “Phù thủy Băng Họa” Aliceliese thuộc hoàng tộc Nebulis, đã chạm trán trên chiến trường với quyết tâm tiêu diệt lẫn nhau. Tuy nhiên, dù là kẻ thù, cả hai đều mang trong lòng khát vọng thầm kín: chấm dứt chiến tranh một cách hòa bình, để không phải đổ thêm máu. Khi số phận liên tục đẩy họ đến gần nhau, Iska và Alice bắt đầu tự hỏi liệu họ có thể tìm được hòa bình giữa hai người trước, từ đó mở ra con đường chấm dứt cuộc chiến này hay không.

## Nhân vật

### Nhân vật chính
Iska (イスカ Isuka)
Lồng tiếng bởi: Yūsuke Kobayashi
Lãnh đạo không chính thức của Đơn vị 907 thuộc Đế chế, đồng thời cũng là một kiếm sĩ mạnh mẽ sở hữu hai thanh kiếm tinh thể có khả năng vô hiệu hóa hầu hết các loại phép thuật. Ở tuổi 16, anh được công nhận là Đệ tử Thánh trẻ nhất trong lịch sử Đế chế. Tuy nhiên, không rõ vì lý do gì mà anh đã thả một phù thủy đang bị giam giữ trong ngục tối Hoàng gia, dẫn đến việc anh bị tước danh hiệu và bị giam cầm một năm. Hiện tại, các lãnh đạo của Đế chế đã trao cho anh một cơ hội tự do mới với điều kiện anh phải tiêu diệt một phù thủy thuần chủng. Dù vậy, Iska vẫn tìm cách chấm dứt cuộc chiến đang diễn ra mà không phải đổ thêm máu.
Aliceliese Lou Nebulis IX (アリスリーゼ・ルー・ネブリス9世 Arisurīze rū Neburisu Kyūsei)
Lồng tiếng bởi: Sora Amamiya
Aliceliese, hay “Lady Alice,” là phù thủy thuần chủng "Băng Họa" sở hữu phép thuật băng cực mạnh, sánh ngang các pháp sư tinh thể khác tại quê nhà Nebulis. Là con gái của hoàng gia Nebulis, Alice đứng trong hàng kế vị ngai vàng mà Nữ hoàng Millavair, mẹ cô, đang nắm giữ. Sau nhiều lần gặp Iska, cô bắt đầu nảy sinh tình cảm với anh và từng cố gắng chiêu mộ anh về phe mình. Giống Iska, cô cũng lặng lẽ mong muốn kết thúc chiến tranh giữa hai nước mà không phải thêm đổ máu. Tuy nhiên, quan điểm này khiến mâu thuẫn giữa cô và mẹ cô ngày càng gia tăng, người vốn không nhìn thấy con đường hòa bình với Đế chế và từng đốt các tác phẩm nghệ thuật được tạo ra ở Đế chế trong phòng riêng của bà.

### Đế chế

#### Hoàng đế
Hoàng đế Yunmelngen (天帝ユンメルンゲン Tentei Yunmerungen)
Lồng tiếng bởi: Aoi Yūki
Hoàng đế của Đế chế.

#### Đơn vị 907
Mismis Klass (ミスミス・クラス Misumisu Kurasu)
Lồng tiếng bởi: Nao Shiraki
Đội trưởng của Đơn vị 907. Mặc dù bề ngoài trông như trẻ con, tính cách vụng về và thể lực yếu, cô vẫn là nguồn động viên tinh thần cho đồng đội. Sau này, cô tiếp xúc với một cơn xoáy sao và xuất hiện ấn pháp sư tinh thể. Mặc dù sức mạnh của cô hiện tại chưa rõ, đơn vị buộc phải che giấu ấn của cô để tránh cho cô bị Đế chế đem ra thí nghiệm.
Jhin Syulargun (ジン・シュラルガン Jin Shurarugan)
Lồng tiếng bởi: Shun'ichi Toki
Xạ thủ tài năng của Đơn vị 907, thường nói chuyện với giọng điệu khô khan.
Nene Alkastone (音々・アルカストーネ Nene Arukasutōne)
Lồng tiếng bởi: Kaori Ishihara
Nhà chế tạo vũ khí đầy nhiệt huyết của Đơn vị 907, cô chế tạo và triển khai các vũ khí chống phép thuật trong các nhiệm vụ.

#### Đệ tử Thánh
Johaim Leo Armadel (ヨハイム・レオ・アルマデル Yohaimu Reo Arumaderu)
Lồng tiếng bởi: Junya Enoki
Thành viên thứ nhất của Đệ tử Thánh.
May (冥 Mei)
Lồng tiếng bởi: Miyu Tomita
Thành viên thứ ba của Đệ tử Thánh.
Magnacasa Gunfight (マグナカッサ・ガンファイト Magunakasa Ganfaito)
Lồng tiếng bởi: Show Hayami
Thành viên thứ tư của Đệ tử Thánh.
Risya In Empire (璃洒・イン・エンパイア Rurisha In Enpaia)
Lồng tiếng bởi: Ayana Taketatsu
Thành viên thứ năm của Đệ tử Thánh.
Nameless (ネームレス Nēmuresu)
Lồng tiếng bởi: Jun Kasama
Một sát thủ, thành viên thứ tám của Đệ tử Thánh.
Sir Karosos Newton (サー・カロッソス・ニュートン Sā Karososu Nyūton)
Lồng tiếng bởi: Tomokazu Sugita
Thành viên thứ mười của Đệ tử Thánh.
Garganly (ガルガンリィ Garuganrii)
Lồng tiếng bởi: Kazuyuki Okitsu
Thành viên thứ mười một của Đệ tử Thánh.

#### Đơn vị 104
Shanorotte Gregory (シャノロッテ・グレゴリー Shanorotte Guregorī)
Lồng tiếng bởi: Ami Koshimizu
Đội trưởng Đơn vị 104. Cô là bạn của Mismis.

### Nhà nước Nebulis

#### Người sáng lập
Người sáng lập Nebulis (始祖ネビュリス世 Shiso Nebyurisu)
Lồng tiếng bởi: Houko Kuwashima
Người sáng lập ra nhà nước Nebulis.

#### Gia tộc Lou
Millavair Lou Nebulis VIII (ミラベア・ルゥ・ネビュリス8世 Mirabea Ruu Nebyurisu 8-sei)
Lồng tiếng bởi: Aya Hisakawa, Sumire Uesaka (thời trẻ)
Nữ hoàng của Nebulis.
Elletear Lou Nebulis IX (イリーティア・ルゥ・ネビュリス9世 Irītia Ruu Nebyurisu 9-sei)
Lồng tiếng bởi: Miyuki Sawashiro
Chị của Alice và Sisbell.
Sisbell Lou Nebulis IX (シスベル・ルゥ・ネビュリス9世 Shisuberu Ruu Nebyurisu 9-sei)
Lồng tiếng bởi: Azumi Waki
Em gái của Alice, từng bị giam giữ tại Đế chế cho đến khi Iska giải cứu cô vào một năm trước khi câu chuyện bắt đầu. Cô sở hữu khả năng cảm nhận quá khứ xa đến 200 năm, trong phạm vi 3 km, gọi là “Lamplight.” Cô tin rằng gia đình mình đang gặp nguy hiểm và chỉ có Iska mới giúp được.
Rin Vispose (燐・ヴィスポーズ Rin Visupōzu)
Lồng tiếng bởi: Yumiri Hanamori
Hầu gái kiêm vệ sĩ riêng của Alice từ khi còn nhỏ. Ngoài kỹ năng thể chất và võ thuật, Rin còn là pháp sư tinh thể mạnh mẽ, sử dụng phép thuật đất để tạo ra golem.
Schwartz (シュヴァルツ Shuvarutsu)
Lồng tiếng bởi: Jin Urayama
Quản gia của Sisbell.
Yumilecia (ユミリーシャ Yumirīsha)
Lồng tiếng bởi: Rena Hasegawa
Người hầu của gia tộc Lou.
Cystea Cuo Katz (システア Shisutea)
Lồng tiếng bởi: Yurie Kozakai
Người hầu của gia tộc Lou, sở hữu linh hồn tinh thể cho phép cô tiếp nhận và phân tích âm thanh, đồng thời có khả năng làm giảm độ to của âm thanh phát ra từ giọng nói và bước chân.
Noel (ノエル Noeru)
Lồng tiếng bởi: Sora Tokui
Người hầu của gia tộc Lou.
Nami Orcast (ナミ)
Lồng tiếng bởi: Rin Kurusu
Người hầu của gia tộc Lou, sở hữu linh hồn tinh thể cho phép cô ngụy trang bản thân và người khác trong một khoảng thời gian nhất định.
Ashe (アシェ)
Lồng tiếng bởi: Hina Tachibana
Người hầu của gia tộc Lou.

#### Gia tộc Zoa
Growley (グロウリィ Gurourii)
Lồng tiếng bởi: Takehito Koyasu
Người đứng đầu gia tộc Zoa, hiện đang phải ngồi xe lăn.
Lord Mask (仮面卿 Kamen Kyō)
Lồng tiếng bởi: Hikaru Midorikawa
Người đứng đầu tạm thời của gia tộc Zoa. Tên thật của anh là On Zoa Nebulis (オン・ゾア・ネビュリス On Zoa Nebyurisu)
Kissing Zoa Nebulis IX (キッシング・ゾア・ネビュリス9世 Kisshingu Zoa Nebyurisu 9-sei)
Lồng tiếng bởi: Konomi Kohara
Phù thủy thuần chủng của gia tộc Zoa, có khả năng phân rã và tái tạo vật chất.

#### Gia tộc Hydra
Talisman (タリスマン Tarisuman)
Lồng tiếng bởi: Ryōtarō Okiayu
Người đứng đầu gia tộc Hydra.
Vichyssoise Alek Hydra (ヴィソワーズ・アレク・ヒュドラ Visowāzu Areku Hyudora)
Lồng tiếng bởi: Rie Takahashi
Thành viên gia tộc Hydra, là một điều tra viên.
Mizerhyby Hydra Nebulis IX (ミゼルヒビィ・ヒュドラ・ネビュリス9世 Mizeruhibyi Hyudora Nebyurisu 9-sei)
Lồng tiếng bởi: Kaede Hondo
Phù thủy thuần chủng của gia tộc Hydra, là cháu gái của Talisman.
Grugell (グリューゲル Guryūgeru)
Lồng tiếng bởi: Yū Kobayashi
Một phù thủy già được biết đến với tên gọi "Phù thủy Mặt Trời Nửa Đêm". Bà có khả năng tạo ra bão tuyết và các golem làm từ tuyết.

### Nhân vật phụ
Crosswell Nes Lubigate (クロスウェル・ネス・リビュゲート Kurosuweru Nesu Ribyugēto)
Lồng tiếng bởi: Kohsuke Toriumi
Trước đây từng là kiếm sĩ tinh thể, đồng thời là thầy của Iska và Jhin.
Salinger (サリンジャー Sarinjā)
Lồng tiếng bởi: Toshihiko Seki
Tên tội phạm đang bị giam giữ vì trước đây từng dám tấn công nữ hoàng.

## Truyền thông

### Light novel
Kimi to Boku no Saigo no Senjō, Aruiwa Sekai ga Hajimaru Seisen được viết bởi Kei Sazane và vẽ minh họa bởi Ao Nekonabe. Tập light novel đầu tiên được xuất bản vào ngày 20 tháng 5 năm 2017, bởi Fujimi Shobo dưới ấn hiệu Fujimi Fantasia Bunko. Tính đến tháng 10 năm 2024, đã có mười sáu tập light novel và ba tập truyện ngắn đã được xuất bản. Yen Press đã mua bản quyền của bộ truyện tại khu vực Bắc Mỹ và xuất bản tập đầu tiên vào ngày 24 tháng 9 năm 2019.
| #    | Ngày phát hành            | ISBN              |
| ---- | ------------------------- | ----------------- |
| 1    | Ngày 20 tháng 5 năm 2017  | 978-4-04-072307-5 |
| 2    | Ngày 20 tháng 7 năm 2017  | 978-4-04-072308-2 |
| 3    | Ngày 20 tháng 12 năm 2017 | 978-4-04-072518-5 |
| 4    | Ngày 20 tháng 4 năm 2018  | 978-4-04-072519-2 |
| 5    | Ngày 18 tháng 8 năm 2018  | 978-4-04-072866-7 |
| 6    | Ngày 20 tháng 12 năm 2018 | 978-4-04-072867-4 |
| 7    | Ngày 20 tháng 9 năm 2019  | 978-4-04-073179-7 |
| 8    | Ngày 20 tháng 12 năm 2019 | 978-4-04-073181-0 |
| 9    | Ngày 17 tháng 4 năm 2020  | 978-4-04-073182-7 |
| SF   | Ngày 17 tháng 7 năm 2020  | 978-4-04-073730-0 |
| 10   | Ngày 17 tháng 10 năm 2020 | 978-4-04-073729-4 |
| SF 2 | Ngày 19 tháng 12 năm 2020 | 978-4-04-073731-7 |
| 11   | Ngày 20 tháng 5 năm 2021  | 978-4-04-074077-5 |
| 12   | Ngày 20 tháng 10 năm 2021 | 978-4-04-074078-2 |
| 13   | Ngày 19 tháng 3 năm 2022  | 978-4-04-074443-8 |
| SF 3 | Ngày 20 tháng 8 năm 2022  | 978-4-04-074617-3 |
| 14   | Ngày 20 tháng 12 năm 2022 | 978-4-04-074444-5 |
| 15   | Ngày 20 tháng 6 năm 2023  | 978-4-04-074980-8 |
| 16   | Ngày 19 tháng 10 năm 2024 | 978-4-04-074981-5 |

### Manga
Phiên bản chuyển thể manga do Okama vẽ minh họa được đăng dài kỳ trên tạp chí Young Animal của Hakusensha từ ngày 11 tháng 5 năm 2018 đến ngày 12 tháng 3 năm 2021. Bảy tập tankōbon đã được xuất bản từ ngày 26 tháng 12 năm 2018 đến ngày 28 tháng 4 năm 2021. Yen Press cũng đã cấp phép phát hành bộ manga tại khu vực Bắc Mỹ và phát hành từ ngày 5 tháng 11 năm 2019 đến ngày 24 tháng 10 năm 2023.
| # | Ngày phát hành            | ISBN              |
| - | ------------------------- | ----------------- |
| 1 | Ngày 26 tháng 12 năm 2018 | 978-4-59-216301-5 |
| 2 | Ngày 29 tháng 5 năm 2019  | 978-4-59-216302-2 |
| 3 | Ngày 26 tháng 12 năm 2019 | 978-4-59-216303-9 |
| 4 | Ngày 29 tháng 7 năm 2020  | 978-4-59-216304-6 |
| 5 | Ngày 29 tháng 9 năm 2020  | 978-4-59-216305-3 |
| 6 | Ngày 25 tháng 12 năm 2020 | 978-4-59-216306-0 |
| 7 | Ngày 28 tháng 4 năm 2021  | 978-4-59-216307-7 |

### Anime
Phiên bản chuyển thể anime được công bố tại sự kiện "Fantasia Bunko Dai Kanshasai 2019" vào ngày 20 tháng 10 năm 2019. Nó được sản xuất bởi Silver Link, được đạo diễn bởi Shin Oonuma và Mirai Minato, với Kento Shimoyama xử lý bố cục của loạt phim, Kaori Sato thiết kế nhân vật và Seima Iwahashi, Ryōta Tomura và Ryūichirō Fujinaga của Elements Garden sáng tác nhạc. Bộ phim được phát sóng từ ngày 7 tháng 10 đến ngày 23 tháng 12 năm 2020 trên kênh AT-X và các kênh khác. Bài hát ở phần mở đầu là "Against." (dịch: Chống lại), được trình bày bởi Kaori Ishihara, bài hát kết thúc là "Koori no Torikago" (氷の鳥籠 "Lồng chim băng"), được trình bày bởi Sora Amamiya.
Funimation đã mua bản quyền của loạt phim và phát trực tuyến trên trang web của mình tại khu vực Bắc Mỹ, Anh và Ireland, và trên AnimeLab tại Úc và New Zealand. Vào ngày 27 tháng 10 năm 2020, Funimation thông báo rằng bộ phim sẽ có bản lồng tiếng Anh, được công chiếu vào ngày hôm sau. Sau khi Sony mua lại Crunchyroll, bộ phim đã được chuyển đến Crunchyroll.
Phần tiếp theo của bộ anime đã bắt đầu được sản xuất vào ngày 1 tháng 10 năm 2021, sau đó được tiết lộ là phần hai của loạt phim. Nó được sản xuất bởi Silver Link và Studio Palette, được đạo diễn bởi Yuki Inaba, Studio Palette được ghi nhận là sáng tác loạt phim, Kaori Yoshihara thiết kế nhân vật và Elements Garden sáng tác nhạc. Ban đầu loạt phim được lên lịch phát sóng vào năm 2023, nhưng sau đó đã bị hoãn lại, và sau đó được phát sóng từ ngày 10 tháng 7 năm 2024 đến ngày 26 tháng 6 năm 2025. Bài hát chủ đề ở phần mở đầu là "Senaka Awase" (セナカアワセ "Quay lại để Quay lại"), được trình diễn bởi AliA, bài hát chủ đề ở phần kết thúc là "Para Bellum", được trình diễn bởi Sizuk. Crunchyroll đang phát trực tuyến loạt phim. Plus Media Networks Asia đã cấp phép cho loạt phim tại khu vực Đông Nam Á, phát sóng trên Aniplus Asia.
Vào ngày 6 tháng 8 năm 2024, có thông báo rằng tập thứ năm và các tập tiếp theo của mùa thứ hai sẽ bị hoãn lại vô thời hạn, với lý do "để duy trì chất lượng" của quá trình sản xuất. Thay vào đó, các tập được chọn từ mùa đầu tiên chiếm phần còn lại của chương trình phát sóng. Loạt phim này bắt đầu phát sóng lại vào ngày 10 tháng 4 năm 2025, với tập mới đầu tiên phát sóng vào ngày 8 tháng 5 cùng năm.